# Кванчарен, Бунпак
Бунпак Кванчарен (тайск. บุญภักดิ์ ขวัญเจริญ; род. 9 апреля 1928) — таиландский легкоатлет, выступавший в беге на короткие и средние дистанции. Участник летних Олимпийских игр 1952 года.

## Биография
Бунпак Кванчарен родился 9 апреля 1928 года.
В 1952 году вошёл в состав сборной Таиланда на летних Олимпийских играх в Хельсинки. В беге на 800 метров занял в четвертьфинале последнее, 7-е место, показав результат 2 минуты 12,6 секунды и уступив 20,3 секунды попавшему в полуфинал с 3-го места Лудвику Лишке из Чехословакии. Также был заявлен в эстафетах 4х100 и 4х400 метров, но не вышел на старт.
В дальнейшем работал преподавателем естественных наук в университете Бансомдейчаопрайя Раджабхат. В 1970 году выпустил книгу «Молодые учёные».